# Zračna luka Sinj

Zračna luka Sinj nalazi se u Glavicama, naselju kod Sinja smještenom u Cetinskoj krajini na Sinjskom polju. Puno ime aerodroma glasi Sportski Aerodrom Piket Sinj. 

## Povijest
Kao zrakoplovna baza izgrađena 1931. godine, nosio je službeno ime Zrakoplovna baza Sinj – Aerodrom Split i povezivao je Split i Zagreb te Split i Dubrovnik pa su se putnici iz Splita prevozili autobusom na sinjski aerodrom.
Zračni promet odvijao se sve do otvaranja aerodroma u Resniku 1964. godine, današnje splitske zračne luke kada Sinj ostaje bez javnog prometa zbog javljanja potrebe za prihvatom mlaznih aviona kao i zahtjevom produljenja i povećanja površine s kojim zahtjevima se stari aerodrom jednostavno nije mogao nositi. 
Bazu je koristila vojska Kraljevine, a kasnije i njemačka, odnosno talijanska vojska. Tijekom drugog svjetskog rata civilni je promet stoga obustavljen. Nedugo nakon svršetka rata izgrađena je pristanišna zgrada s kontrolnim tornjem, meteorološka postaja i hangar za smještaj manjih letjelica, kao i poligon za obuku padobranaca. Tako je civilni promet obnovljen.
Zbog kompletne infrastrukture danas mnogi piloti jedrilica i manjih aviona koriste aerodrom koji u svojoj ponudi ima jedriličarsku sekciju i školu padobranstva. Tako se danas radi o velikom centru za skakanje padobranom, ne samo u Splitsko-dalmatinskoj županiji, već i šire. Zahvaljujući tome, aerodrom se redovito koristi prvenstveno u sportske te školske svrhe, ali također i za rekreaciju i turizam. 

## Uzletno-sletna staza
Travnata uzletno-sletna staza duljine je 1026 m, širine 61 m i proteže se u smjeru 261°-081°. Po dužini i na krajevima označena je bijelim rubnicima, a uz nju se nalaze dvije travnate stajanke površine od 50x35 m te 130x40 m.

## Korisnik aerodroma
Operater aerodroma je Aeroklub Sinj, osnovan 1947. godine i od tada bilježi dalekosežnu i bogatu povijest djelovanja na tom području. Osim njega, korisnici su i Aeroklubovi Split, Vitar i Graviton.
Aerodrom je namijenjen slijetanju aviona mase do 5.700 kg (MTOM). Aerodrom koriste ultralaki avioni, motorne letjelice, balonaši, jedriličari i parajedriličari te padobranci i zmajari te modelari.

## Zanimljivosti
Alkarski padobranski kup ističe se kao jedna od posebnosti sinjskoga kraja. Ovo sportsko natjecanje održava se još od 1968. godine, svake godine početkom kolovoza, a u njemu nastupaju padobranci i članovi Aerokluba Sinj te ostali padobranci po pozivu organizatora. Sastoji se od tri natjecanja: padobranske Bare, padobranske Čoje i padobranske Alke. Cilj je korištenjem padobrana nogom što preciznije pogoditi mjesto doskoka koje je iscrtano u obliku alke. Za svako od natjecanja proglašava se pobjednik, a slavodobitnik cjelokupnog natjecanja onaj je sudionik koji ima najbolji zbirni rezultat iz svih triju natjecanja.